# SN 2001hn
SN 2001hn – supernowa odkryta 24 września 2001 roku w galaktyce A022900+0043. W momencie odkrycia miała maksymalną jasność 23,30m.